# Municipio de Homer (Misuri)
El municipio de Homer (en inglés: Homer Township) es un municipio ubicado en el condado de Bates en el estado estadounidense de Misuri. En el año 2010 tenía una población de 447 habitantes y una densidad poblacional de 4,96 personas por km².

## Geografía
El municipio de Homer se encuentra ubicado en las coordenadas 38°15′44″N 94°33′50″O / 38.26222, -94.56389. Según la Oficina del Censo de los Estados Unidos, el municipio tiene una superficie total de 90.17 km², de la cual 88,81 km² corresponden a tierra firme y (1,51 %) 1,36 km² es agua.

## Demografía
Según el censo de 2010, había 447 personas residiendo en el municipio de Homer. La densidad de población era de 4,96 hab./km². De los 447 habitantes, el municipio de Homer estaba compuesto por el 95,3 % blancos, el 0,22 % eran afroamericanos, el 0,89 % eran amerindios, el 2,24 % eran de otras razas y el 1,34 % eran de una mezcla de razas. Del total de la población el 3,36 % eran hispanos o latinos de cualquier raza.